# Amirhossein Hosseinzadeh
Amirhossein Hosseinzadeh (en persa: امیرحسین حسین‌زاده‎; Teherán, 30 de octubre de 2000) es un futbolista iraní que juega en la demarcación de extremo para el Tractor SC de la Iran Pro League.

## Selección nacional
Tras jugar cinco partidos con la selección de fútbol sub-17 de Irán y cuatro con la selección sub-23, finalmente el 24 de marzo de 2022 hizo su debut con la selección absoluta en un encuentro contra Corea del Sur que finalizó con un resultado de 2-0 a favor del conjunto surcoreano, tras los goles de Kim Young-gwon y Son Heung-min.

### Goles internacionales
| # | Fecha               | Lugar                        | Oponente        | Gol | Resultado | Competición                                |
| - | ------------------- | ---------------------------- | --------------- | --- | --------- | ------------------------------------------ |
| 1 | 10 de junio de 2025 | Estadio Azadi, Teherán, Irán | Corea del Norte | 3–0 | 3–0       | Clasificación para la Copa Mundial de 2026 |

## Clubes
| Club               | País    | Año       | Partidos | Goles |
| ------------------ | ------- | --------- | -------- | ----- |
| Saipa FC           | Irán    | 2019-2021 | 47       | 7     |
| Esteghlal FC       | Irán    | 2021-2022 | 33       | 8     |
| Royal Charleroi SC | Bélgica | 2022-2023 | 23       | 2     |
| Tractor SC         | Irán    | 2023-     | 65       | 17    |